# Manaraga
Manaraga (titre original : Манарага) est un roman postmoderne dystopique de Vladimir Sorokine, écrit en russe, publié en 2017.

## Résumé
Le journal de Gueza couvre un mois, du 13 mars au 12 avril, d'une année non précisée, sans doute vers 2040, longtemps après le printemps salafiste, les tablettes "Futées", la Paix de Dijon, la disparition de l'écrit, du livre. L'histoire se déroule au temps des puces implantées (une psycho-soma, une GPS, une information-communication), aussi bien pour la sécurité que pour l'organisation de rêves à la demande.
La mode est au book'n grill, cuisine sur éditions originales (ou anciennes) d'œuvres littéraires. Les criminels sont de plus en plus friands de festins bouquinistiques (p. 8). Gueza s'est spécialisé en littérature russe classique. L'inscription du livre sur la liste rouge des espèces menacées (p. 17) en accentue la criminalité, la clandestinité et le rapport financier. Les inspecteurs sanitaires traquent les délinquants et tiennent leurs dossiers... 
Brochettes d'esturgeon grillées à "L'Idiot", Poitrine de cygne au "Docteur Jivago", Cou de poule farci à l'Odessa aux "Contes d'Odessa" d'Isaac Babel, Cervelle de bœuf au "Malheur d'avoir trop d'esprit", Pigeon au "Poème sans héros" d'Anna Akhmatova, Narines de veau au Pasternak. Divers collègues sont spécialisés dans d'autres littératures : Dorade à l'Aristophane, Escalopes viennoises au Schnitzler... L'un cite même Le Bateau ivre.
Les clients fournissent éventuellement les ingrédients, les recettes, les combustibles (les bûches) : Le nouveau Zarathoustra (auteur inconnu), Roman avec cocaïne (M. Aguéev), Le Maître et Marguerite (Boulgakov), J'ai quitté mon pays (auteur inconnu), Ada ou l'ardeur et Lolita (Nabokov), pour des repas intimes, ou pour des mariages, un peu partout dans le monde. Rarement, la bûche fournie est de mauvaise qualité, sans que l'une des puces de l'intervenant s'en aperçoive.
Chez Léon Tolstoï, ou du moins une bonne imitation, Gueza doit utiliser Léon Tolstoï, un petit manuscrit tout frais de 34 pages, dont le texte (p. 70-94) raconte l'arrivée printanière annuelle du grand homme, qui marche sur la glace, et ouvre la voie à la débâcle du fleuve. Puis Tolstoï sur la rive sort un mammouth miniature qui chante Love me tender, fait une prédication (Faites l'bien. Et vous s'rez sauvés), puis raconte une scène de son enfance (Sous le pont près de la maison de mon père, vivait, un temps, un miséreux...). Le texte du récit sert à apprêter trois croquettes de carottes.
Un congrès extraordinaire des chefs cuisiniers perturbe les voyages internationaux des maîtres : on vient d'intercepter 516 exemplaires originaux d’Ada ou l'Ardeur (1969), en édition originale, tous identiques, tous "produits moléculaires". Et Gueza est chargé de se rendre sur place, au lieu de production, au Manaraga, pour contrôler la destruction des stocks et de la machine moléculaire... susceptible de produire en quantité des originaux d’Ulysse, Don Quichotte, Pantagruel, Gargantua, au risque d'officialiser et de décriminaliser la cuisine littéraire.

## Personnages
- Guiza, 33 ans, né à Budapest d'un Juif de Biélorussie et d'une Tatare polonaise, grandi à Passau, formé par Zokal, opérant depuis neuf ans
- les Pères de la Cuisine : Abram, Henri, Max, Cyprianos, John
- les collègues grill'n bookers : Marcel, Antonio, Bill, Anzor, Vladimir, Alviso, Beat, Alvis, Sébastien, etc
- les clients : Léon Tolstoï, une famille turque semi-mafieuse, une cantatrice, un zoomorphe autophage...

## Réception
L'accueil francophone est très bon pour ce livre désopilant qui relève du jeu et de la parodie : morceau de critique littéraire indirecte et mémoire déformée de la littérature russe, "Manaraga" comprend aussi quelques extraits de la littérature numérique du futur, notamment un récit érotique à destination des lecteurs zoomorphes. Texte étonnant, métaphorique et burlesque, [...] grotesque dévastateur. Art de cuisiner la littérature.

## Prix Russophonie
Sa traduction par Anne Coldefy-Faucard reçoit en 2020 le Prix Russophonie